# Станимиров писмовник
Станимировият писмовник е ръкописен сборник (писмовник), съставен през 1783 година от габровеца Петко Станимер, който го предава на сина си Стани Станимиров (вж. Станимирови). Съдържа образци на писма до духовни лица с различен сан – патриарх, митрополит, епископ, архимандрит и др. Съдържа също така писма до роднини – баща, майка, брат, сестра, съпруга. Третия вид писма се отнасят до търговската кореспонденция – до майстор, до съдружник, запис, полица и др.
Съхранява се в Народната библиотека „Св. св. Кирил и Методий“ – славянски ръкописи, арх.ед. 1281.